# Beli fosfor
Beli fosfor je alotrop fosforja v obliki voskaste bele trdnine, ki ima značilen vonj po česnu, čist pa je brezbarven in prozoren. Ta nekovina ni topna v vodi, je pa topna v ogljikovem disulfidu. Čisti beli fosfor se na zraku (med 10 in 15 stopinjami celzija) spontano vžge in zgori v fosforjev pentoksid.

## Uporaba
Pridobiva se ga iz fosforjevih rud z redukcijo pri 1400 °C s koksom v prisotnosti SiO2. Pri hitrem ohlajanju fosforjevih par se kondenzira beli fosfor.
Beli fosfor se zaradi svoje hitre vnetljivosti in dolgotrajnega gorenja predvsem uporablja v vojaške namene. V preteklosti so z njim polnili zažigalne bombe, s katerimi so netili požare v mestih (bombardiranje Dresdna, Tokia, ... ) med drugo svetovno vojno. Pogosta je tudi uporaba v ročnih bombah ter zažigalnih in označevalnih kroglah. Poleg tega se ga pogosto uporablja za ustvarjanje dimnih zaves na bojišču.
V civilni industriji se beli fosfor uporablja za izdelavo fosforne kisline, umetnih gnojil, čistil in drugih kemijskih substanc. V preteklosti so ga v majhnih količinah uporabljali tudi pri izdelavi pesticidov in pirotehničnih izdelkov.

## Vpliv na človeka
Beli fosfor lahko povzroči poškodbe in smrt na tri načine: z gorenjem globoko v tkivo, vdihavanje kot dim in zaužitjem.  
Goreči delci belega fosforja povzročajo obsežne globoke opekline druge in tretje stopnje.  Eden od razlogov za to je, da se fosfor prilepi na kožo.  Opekline z belim fosforjem prinašajo večje tveganje smrtnosti kot druge oblike opeklin zaradi absorpcije fosforja v telo, kar lahko povzroči poškodbe in odpoved ledvic, srca in jeter. Ta orožja so zlasti nevarna, ker beli fosfor gori, razen če zmanjka kisika za gorenje vse dokler ni v celoti porabljen.  V nekaterih primerih so opekline omejene na področja izpostavljene kože, preko oblačil pa gorenje majhnih delcev belega fosforja težje prodre. 
Goreč beli fosfor proizvaja vroč, gost bel dim. V majhni koncentraciji dim ni nevaren.  Izpostavljenost težki koncentraciji dima za daljše obdobje (zlasti, če v bližini vira emisij) lahko povzroči bolezen ali celo smrt. 
Beli fosfor v zmernih koncentracijah draži oči in nos. Vendar pa do danes ni zabeleženih smrtnih primerov, ki bi nastali le kot posledica gorenja belega fosforja.
Minimalna stopnjo tveganja pri zaužitju (MRL) za dim, ki nastane pri gorenju belega fosforja 0,02 mg / m³.

## Gorenje belega fosforja
Fosfor je eno najučinkovitejših sredstev za ustvarjanje dimne zavese. Poleg tega je zaradi dimnih delcev, ki razpršijo svetlobo, učinkovit tudi za maskiranje pred infrardečimi kamerami, kar daje zaščito tudi proti optično in lasersko vodenemu orožju. 
Ko fosfor gori na zraku, nastane fosforjev pentoksid:  
4 P + 5 O2> → 2 P2O5
Fosforjev pentoksid je zelo higroskopski, zato močno absorbira vlago, pri čemer nastane fosforna kislina: 
P2O5 + 3 H2O → 2 H3PO4
Ker ima fosfor atomsko maso 31, fosforna kislina pa 98, to pomeni, da nastali oblaki dima z vlago in kisikom iz zraka pridobijo kar velik del svoje mase (tj. iz 1 kg belega fosforja nastane 3,2 kg dima). Masa dima se lahko še dodatno poveča, ker je tudi fosforna kislina higroskopična.  Sčasoma se absorbira še več vlage, dokler ne doseže ravnovesje, ki je odvisna od lokalnega zračnega tlaka.  
Zaradi učinkovitosti belega fosforja pri ustvarjanu dimnih zaves je njegova uporaba še posebej primerna za aplikacije, kjer je teža pomemben kriterij, kot so npr. ročne dimne bombe. 

Beli fosfor je piroforen (vname se na prostem), zato za vžig ne zahteva zapletenega mehanizma; zadošča že razpršitev belega fosforja z eksplozivom.  Delci se spontano vžgejo, kar vodi do pojava značilno belega oblaka, od katerega letijo beli koščki gorečega fosforja.
Pomanjkljivost uporabe belega fosforja za ustvarjanje dimne zavese je visoka temperatura, ki se pojavlja pri gorenju, nastala termična konvekcija pa nastali dim hitro razprši. Zato se ponekod v ta namen raje uporabi rdeči fosfor, ki gori z nižjo temperaturo, kot beli.

## Nevarnosti
Beli fosfor je zelo reaktiven.  V stiku z zrakom se vžge sam od sebe in nato gori s 1300 °C. Vroč plamen razvija bel dim fosforjevega pentoksida, ki je v večjih količinah škodljiv.  Čeprav se da fosfor izprati z vodo, se lahko po sušenju znova vžge. 
Beli fosfor povzroči hude opekline, ki so zelo boleče. Reakcijski čas na živi organizem se hitro, v nekaj sekundah. V primeru stika s kožo, opekline se zdi kot nekroza z rumeno barvo in značilen vonj, podobno kot gnilo all'aglio. Za opekline več, globoko in spremenljive velikosti. Present Oguljenje in rumenkast mehurji. Zaradi visoke topnosti lipidov, hitro prodira skozi kožo s sežigom pod tkivo, pogosto kosti. Ta reakcija nadaljuje, dokler beli fosfor kot organska tkiva so zelo bogato z vodo, zato kisika.
Najbolj prizadeti so po navadi izpostavljeni deli: glava, roke in noge. Stopnja resnosti opekline je vedno tretji. V primeru stika z očmi, je poškodba zelo resna in skoraj vedno nepovratno. V primeru stika, takoj odstranite oblačila na minimum, ki ga izogibanje kakršnemu koli stiku s kožo. Če ne, je oblačil namakate v vodi, da se prepreči ali gašenje požara in nato odstranite. Promočiti rano temeljito z nasičeno raztopino natrijevega bikarbonata v mrzlo vodo. Idealno je, da se potopite v delu, ki se obravnavajo na pladenj poln rešitev. Odstranite vse vidne ostanke belega fosforja, kdaj brez ustavljanja na mokri rane pinceto ali z uporabo ustreznih orodij.
Beli fosfor gori ob stiku z zrakom. Povzroča tudi zelo visoko stopnjo toksičnosti kemikalij, ki jih proizvaja zgorevanje in se razkraja, kot fosfin. Ti proizvodi lahko povzročijo kratkoročno poškodbo jeter, srca in ledvic.